# Agabus slovzovi
Agabus slovzovi là một loài bọ cánh cứng trong họ Bọ nước. Loài này được J.Sahlberg miêu tả khoa học năm 1880.